# Villa Nueva (Guatemala)
Villa Nueva è un comune del Guatemala facente parte del dipartimento di Guatemala.
L'abitato sorse nel 1763, nel periodo della dominazione spagnola, e l'Assemblea costituente del Guatemala, nel decreto dell'8 novembre 1839, che istituiva l'allora distretto di Amatitlán, dichiarò anche l'istituzione del comune.